# Saint-Vaast-en-Chaussée
Saint-Vaast-en-Chaussée là một xã ở tỉnh Somme, vùng Hauts-de-France, Pháp.

## Địa lý
Thị trấn này có cự ly khoảng 7 dặm Anh về phía tây bắc của Amiens, trên đường D12, theo tuyến đường La Mã cổ có tên Chaussée Brunhaute

## Dân số
| 1962                                                  | 1968 | 1975 | 1982   | 1990 | 1999 |
| ----------------------------------------------------- | ---- | ---- | ------ | ---- | ---- |
| 229                                                   | 281  | 347  | 124845 | 528  | 563  |
| Số liệu dân số từ năm 1962, dân số không tính hai lần |      |      |        |      |      |